# Глава 11 Кодексу США про банкрутство
Глава 11 — глава Кодексу США про банкрутство, що уможливлює реорганізацію при використанні законів США про банкрутство.
Згідно з главою 11, банкрутом себе може оголосити будь-яке підприємство, організоване як корпорація або приватна власність, а також приватні особи (у індивідуальному порядку). В основному глава 11 застосовується до корпоративних організацій.
Натомість глава 7 того ж Кодексу керує процесом ліквідації у рамках банкрутства, а глава 13 описує процес реорганізації для приватних осіб з незабезпеченим боргом меншим за 336 900 $ і забезпеченим боргом меншим за 1 010 650 $ на 1 квітня 2007 року.